# Lô, Lô Châu
Lô (chữ Hán giản thể: 泸县, Hán Việt: Lô huyện) là một huyện thuộc địa cấp thị Lô Châu, tỉnh Tứ Xuyên, Cộng hòa Nhân dân Trung Hoa. Huyện Lô có diện tích 1532 km2, dân số 1,0356 triệu người, trong đó dân số phi nông nghiệp là 85.100 người, tỷ lệ tăng dân số tự nhiên là 1,65 ‰ (sô liệu năm 2003). Huyện này nằm ở nơi hợp lưu của Trường Giang và Đà Giang ở phía nam bồn địa Tứ Xuyên. Huyện lỵ huyện Lô tại trấn Phúc Tập.
Huyện Lô nằm ở toạ độ 105°10′50″đến 105°45′30″độ kinh đông，28°54′40″đến 29°20′00″độ vĩ bắc, chiều dài bắc-nam 46,8 km, đông-tây 56,23 km.